# 토머스 화이트 (스피드스케이팅 선수)
토마스 P. 토미 화이트(영어: Thomas P. Tommy White , 1915년 4월 30일~)는 세인트존에서 태어난 캐나다의 스피드 스케이팅 선수이다. 그는 1936년 동계 올림픽의 스피드 스케이팅 전 종목에 참가했다. 그 중 순위가 가장 높은 종목은, 10000m 종목으로, 18:25.3의 기록으로 21위를 차지했다. 해당 올림픽에서 캐나다 선수 중 스피드 스케이팅에 출전한 선수는 이 선수 뿐이었다.